# Arhopala barami
Arhopala barami är en fjärilsart som beskrevs av George Thomas Bethune-Baker 1903. Arhopala barami ingår i släktet Arhopala och familjen juvelvingar. Inga underarter finns listade i Catalogue of Life.

## Bildgalleri

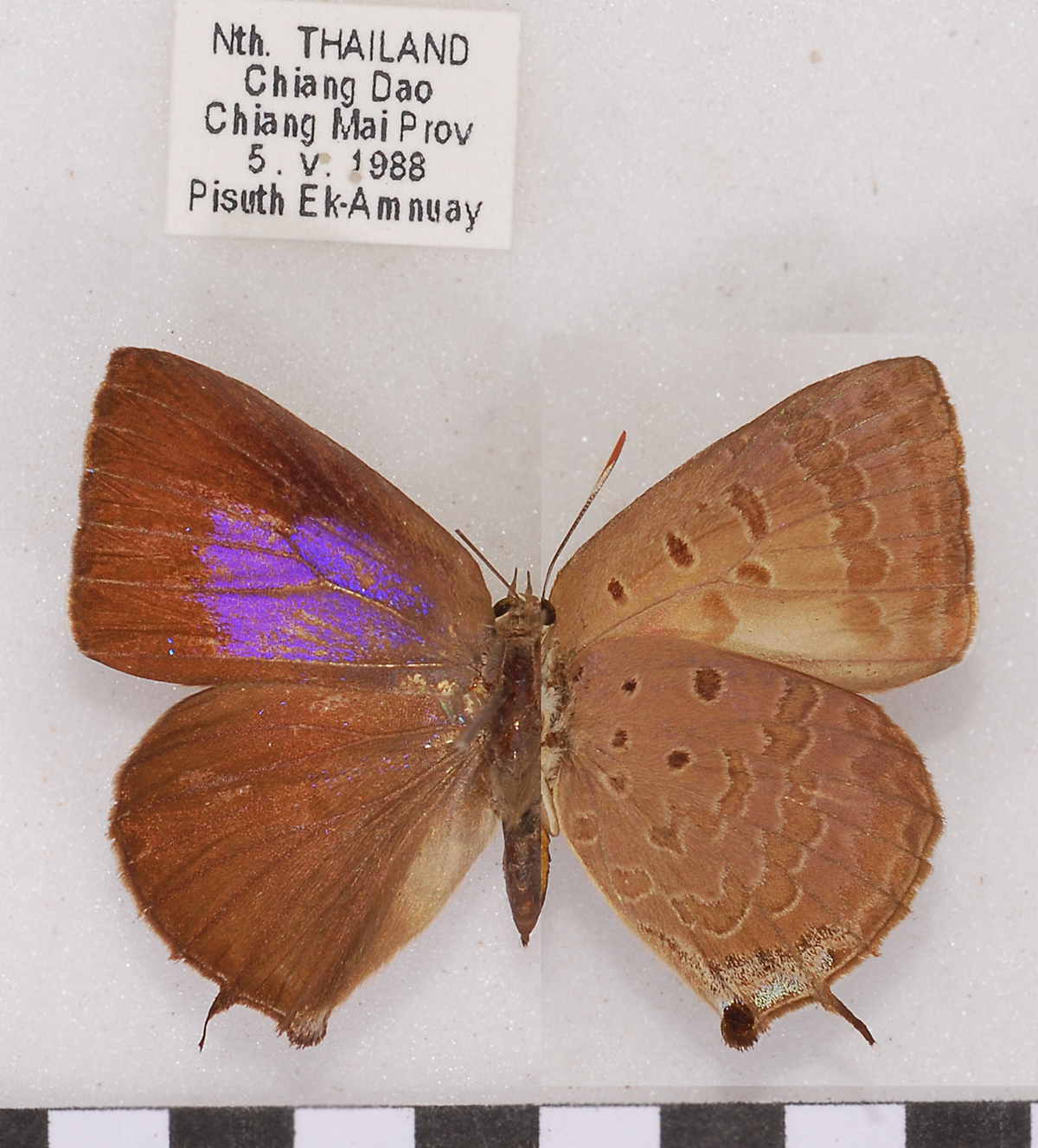